# Silvio Spaventa
Silvio Spaventa (Bomba, 12 maggio 1822 – Roma, 21 giugno 1893) è stato un politico e patriota italiano.
Fu senatore del Regno d'Italia dalla XVI legislatura.

## Biografia
Fratello minore del filosofo Bertrando, Silvio Spaventa nacque da un'agiata famiglia abruzzese: i suoi genitori furono Eustachio Spaventa e Maria Anna Croce, prozia del filosofo Benedetto Croce, il quale fu affidato alla sua tutela dopo la morte dei genitori nel terremoto di Casamicciola del 1883.
Ricevette la prima educazione a casa e, nel 1836, venne inviato a proseguire gli studi nel Seminario di Chieti, dove già studiava il fratello; completò gli studi nel seminario di Montecassino dove, nel 1838, Bertrando aveva ottenuto l'incarico di docente di matematica e retorica. Qui strinse amicizia con il filosofo Antonio Tari.

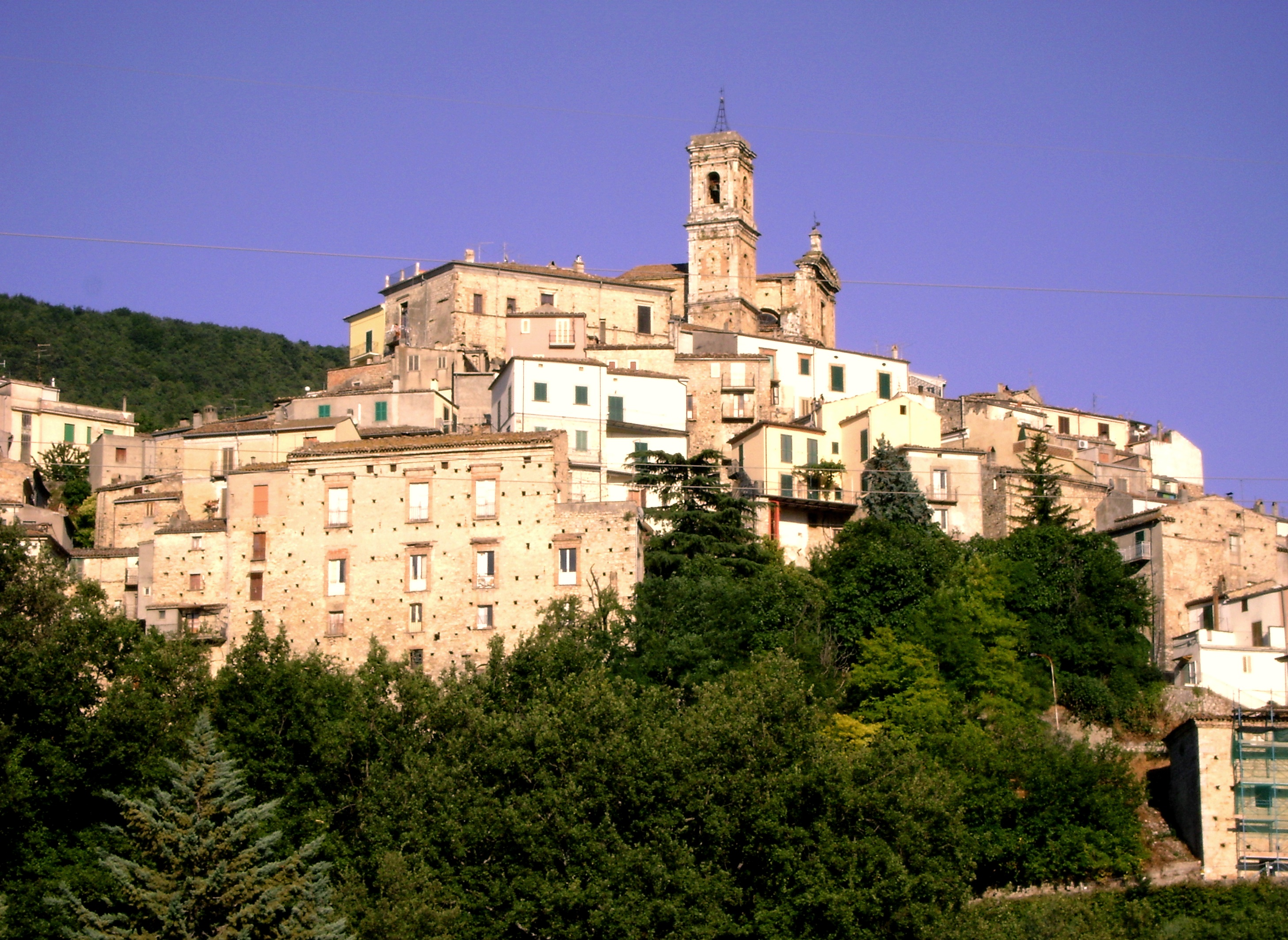
Veduta di Bomba (provincia di Chieti), il palazzo in primo piano a sinistra è la casa dei fratelli Spaventa

Nel 1843 si trasferì a Napoli, dove lavorò come precettore dei figli del magistrato Benedetto Croce, fratello di sua madre e nonno dell'omonimo filosofo.
Qui entrò in contatto con il pensiero liberale ed hegeliano. Venne, però, ben presto costretto ad abbandonare la città per il suo orientamento politico: soggiornò in Toscana, dove strinse forti legami con la classe politica moderata locale. Tornò a Napoli nel febbraio del 1848, dopo la concessione della Costituzione, e fondò il quotidiano Il Nazionale, il cui primo numero uscì il 1º marzo 1848: il giornale divenne presto punto di riferimento della borghesia liberale, ma venne apprezzato anche dagli ambienti più conservatori e filoborbonici.

Venne anche eletto deputato, insistendo per la partecipazione delle truppe del Regno delle Due Sicilie alla guerra che fu poi chiamata Prima guerra d'Indipendenza.
Monarchico, Silvio Spaventa individuava nella monarchia la forza strategicamente più adatta ad unificare i popoli ed a tal proposito prendeva ad esempio, hegelianamente, l'opera del Re di Prussia, il quale aveva "pronunziato la grande parola del fato germanico: la Germania è una"; teoria che lo spinse ad appoggiare la monarchia sabauda ed il Regno di Sardegna nell'opera di unificazione italiana.

### L'esilio
Dopo che Ferdinando II di Borbone il 15 maggio 1848 revoca la Costituzione che aveva concesso poco tempo prima, e bombarda zone di Napoli dove erano i ribelli alla sua Casata, Silvio Spaventa, accusato di aver sostenuto la resistenza del generale Guglielmo Pepe, venne arrestato (19 marzo 1849) e rinchiuso nel carcere di San Francesco.
Riconosciuto colpevole di cospirazione contro la sicurezza interna dello Stato e sedizione, venne condannato a morte per impiccagione (8 ottobre 1852), ma ebbe poi la pena commutata in ergastolo; rimase nel carcere di Santo Stefano per sei anni, durante i quali si dedicò agli studi politici e filosofici; l'11 gennaio 1859 la pena venne nuovamente commutata in esilio perpetuo. Il piroscafo Stewart, che doveva condurlo insieme ad altri 68 condannati politici in America, in seguito all'ammutinamento organizzato dal figlio di Luigi Settembrini (Raffaele Settembrini) ufficiale della marina mercantile britannica, lo condusse in Irlanda (6 marzo 1859) presso Queenstown, nella Baia di Cork; da qui raggiunse Londra e quindi Torino, dove entrò in contatto con Cavour divenendo uno dei fedeli seguaci e uno dei principali fautori della sua politica.

### L'attività politica dopo l'Unità d'Italia

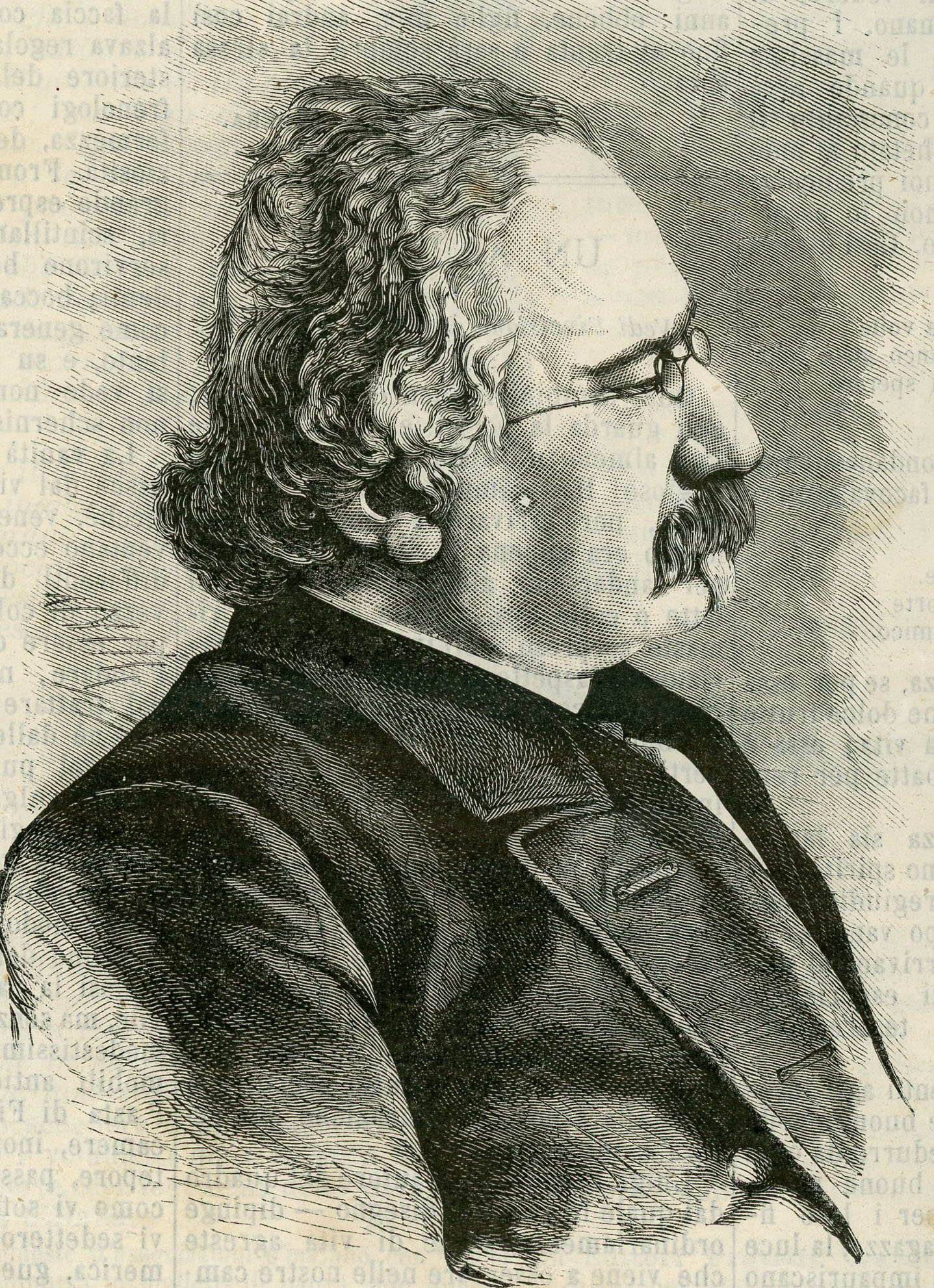
Spaventa ritratto nel periodo di deputato a Bergamo.

Venne inviato nuovamente a Napoli da Cavour e dai Savoia nel luglio 1860 per preparare all'annessione di quei territori meridionali a quello che poi sarebbe divenuto Regno d'Italia: si adoperò, senza successo, perché questa avvenisse il prima possibile, senza attendere l'arrivo a Napoli di Garibaldi, il quale poi, assunto il titolo di Dittatore, lo espulse (il 25 settembre 1860). Tornò a Napoli ad ottobre, assumendo la carica di ministro di Polizia nel governo luogotenenziale (dal novembre 1860 al luglio 1861), fronteggiando energicamente la difficile situazione napoletana (fino a subire un clamoroso attentato, cui riuscì a sfuggire), anche con l'aiuto del corregionale barone Rodrigo Nolli. Restò in carica anche sotto i luogotenenti Luigi Carlo Farini, Eugenio Emanuele di Savoia-Villafranca e Gustavo Ponza di San Martino.
Si dimise per forti contrasti avuti con il luogotenente Cialdini e a seguito dell'omicidio del commissario di polizia Ferdinando Mele nel luglio 1861. Sedette nella Camera dei deputati ininterrottamente dal 1861 al 1889, tra le file della Destra storica. Venne nominato Sottosegretario all'Interno nei governi Farini e Minghetti (dal dicembre 1862 al settembre 1864) divenendo il principale ispiratore della politica di sicurezza interna dello Stato: organizzò la repressione del brigantaggio meridionale e delle manifestazioni torinesi del 1864 provocate dalla Convenzione di settembre che prevedeva anche lo spostamento della capitale a Firenze.

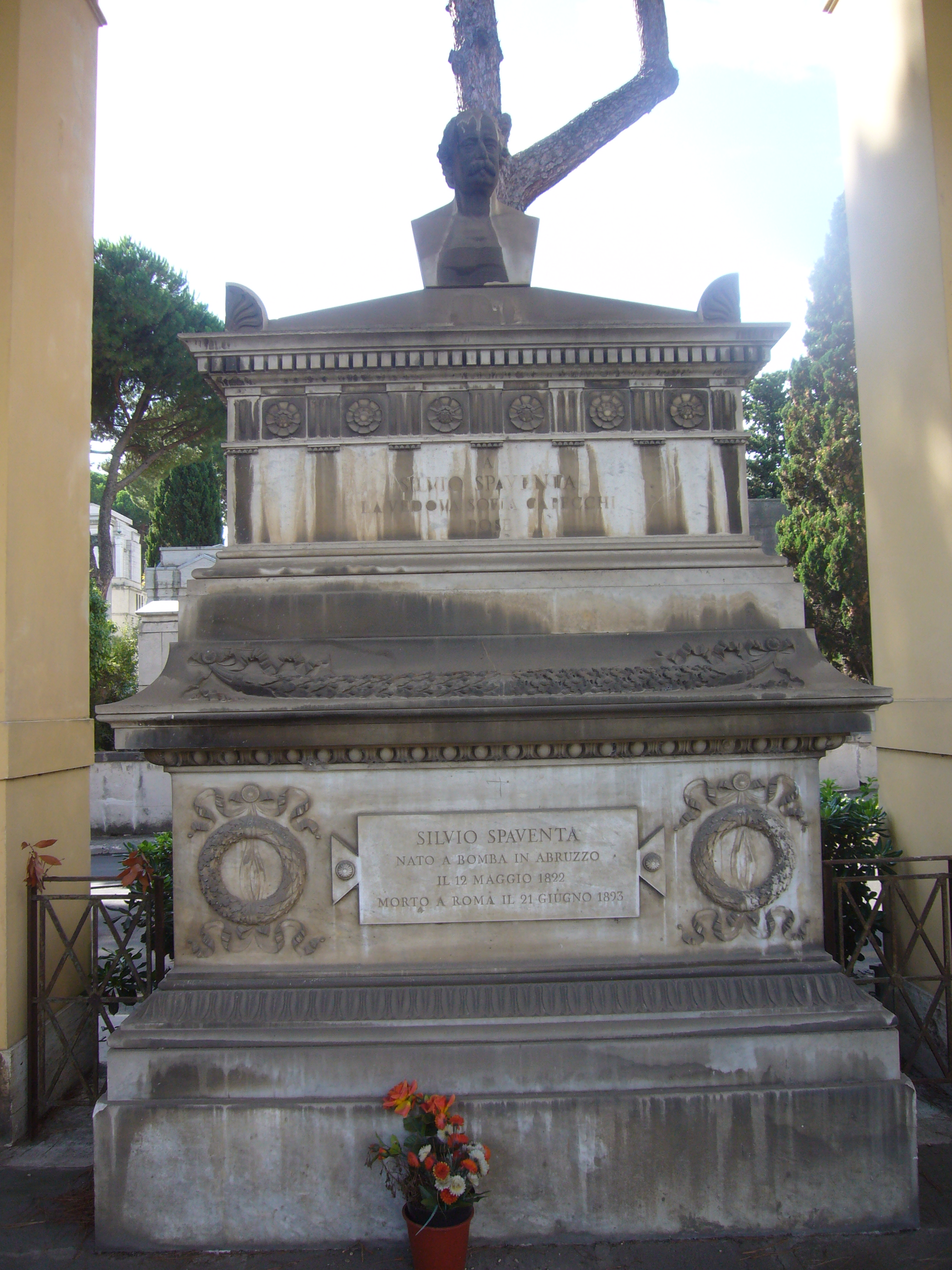
Monumento funebre di Spaventa al Verano.

Fu ministro dei lavori pubblici nel secondo governo Minghetti (dal luglio 1873 al marzo 1876): in tal veste, fu l'autore del progetto di legge che prevedeva la nazionalizzazione della rete ferroviaria, la quale alienò al suo governo il sostegno dei deputati toscani e causò la caduta del governo e la fine della Destra storica, nel marzo 1876.
Nominato Senatore del Regno nel 1889, per interessamento di Francesco Crispi divenne anche presidente della IV sezione del Consiglio di Stato.
Morì a Roma nella notte tra il 20 e il 21 giugno 1893. Ebbe funerali di Stato e la sua salma è sepolta nel cimitero del Verano.
Oggi gli sono dedicati due monumenti importanti, uno a Roma, l'altro, modellato su quello romano, nel paese natio di Bomba, in piazza Matteotti.

## Il pensiero e l'opera
Influenzato dalla concezione hegeliana dello Stato, Spaventa fu uno dei più originali teorici del liberalismo nell'Italia dell'Ottocento; in polemica col trasformismo di Agostino Depretis, propugnò un bipartitismo di tipo inglese.
Nella sua dottrina costituzionale, fu sostenitore di uno Stato forte ma non autoritario e sostenne tenacemente la rigorosa separazione della sfera politica da quella amministrativa: la sua opera, sul punto, si sviluppò lungo un ventennio ed alla fine ebbe successo, plasmando la giustizia amministrativa italiana per tutto il secolo successivo.

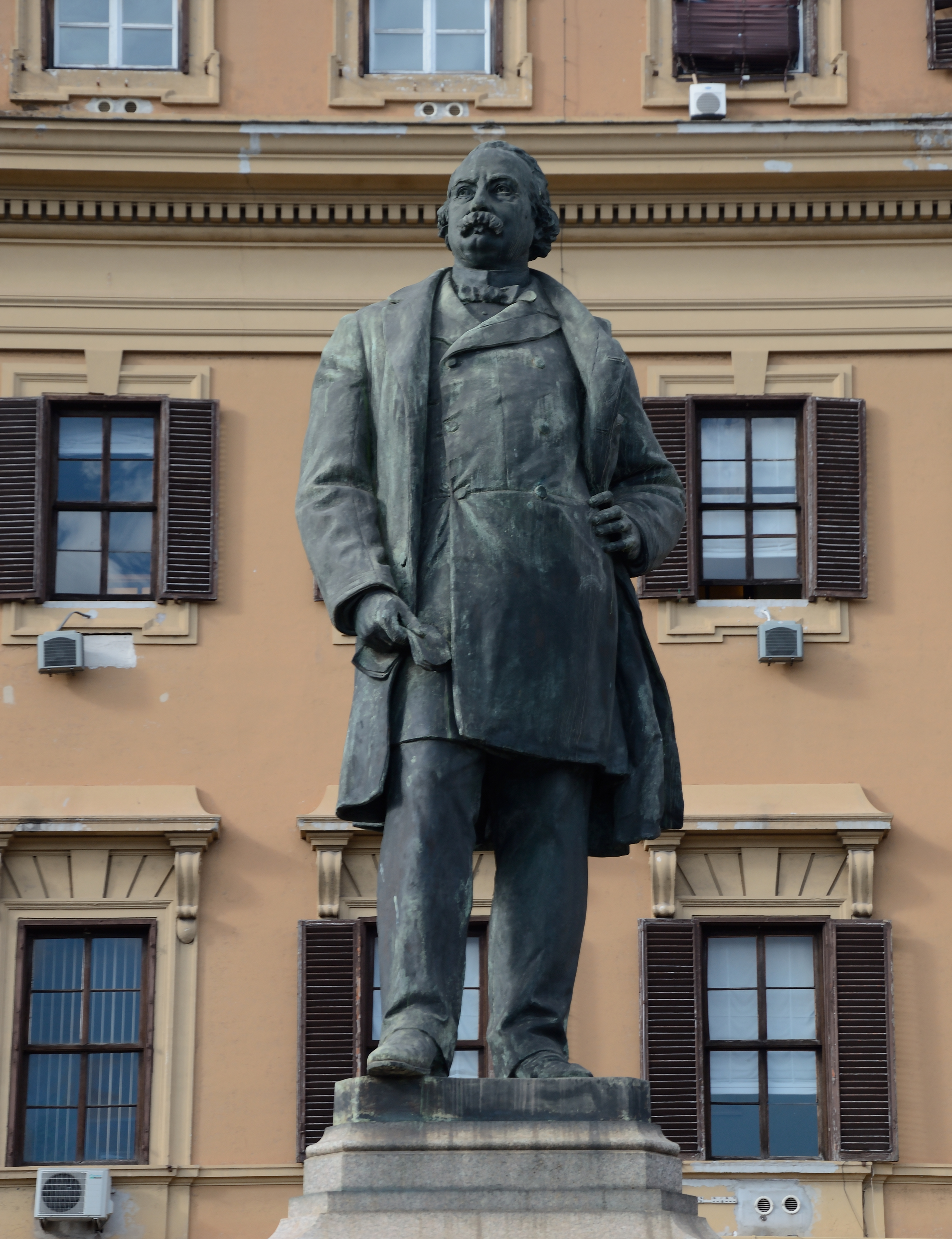
Monumento a Silvio Spaventa a Roma, via XX Settembre, davanti al Ministero delle Finanze

Nel 1868 era stato nominato componente del Consiglio di Stato, allora organo dotato ancora delle sole funzioni consultive. Ma Spaventa, dalla trattazione parlamentare della questione ferroviaria, si venne convincendo che "lo Stato (...) è la coscienza direttiva, per cui una nazione sa di essere guidata nelle sue vie, la società si sente sicura nelle sue istituzioni, i cittadini si veggono tutelati negli averi e nelle persone": iniziò quindi a propugnare un nuovo equilibrio tra autorità e libertà, mediante la creazione di un nuovo strumento giurisdizionale di tutela.
Viene ricordato ancor oggi il suo famoso discorso di Bergamo sulla "giustizia nell'amministrazione" del 6 maggio 1880, a seguito del quale maturò la scelta di conferire alla Quarta sezione funzioni giurisdizionali. Nel 1890, salutando "il completamento della difesa del cittadino nella giurisdizione di diritto pubblico nel suo discorso di inaugurazione solenne della IV Sezione che era stato chiamato a presiedere", Spaventa pronunciò le seguenti parole: